# Efekt Streisandové

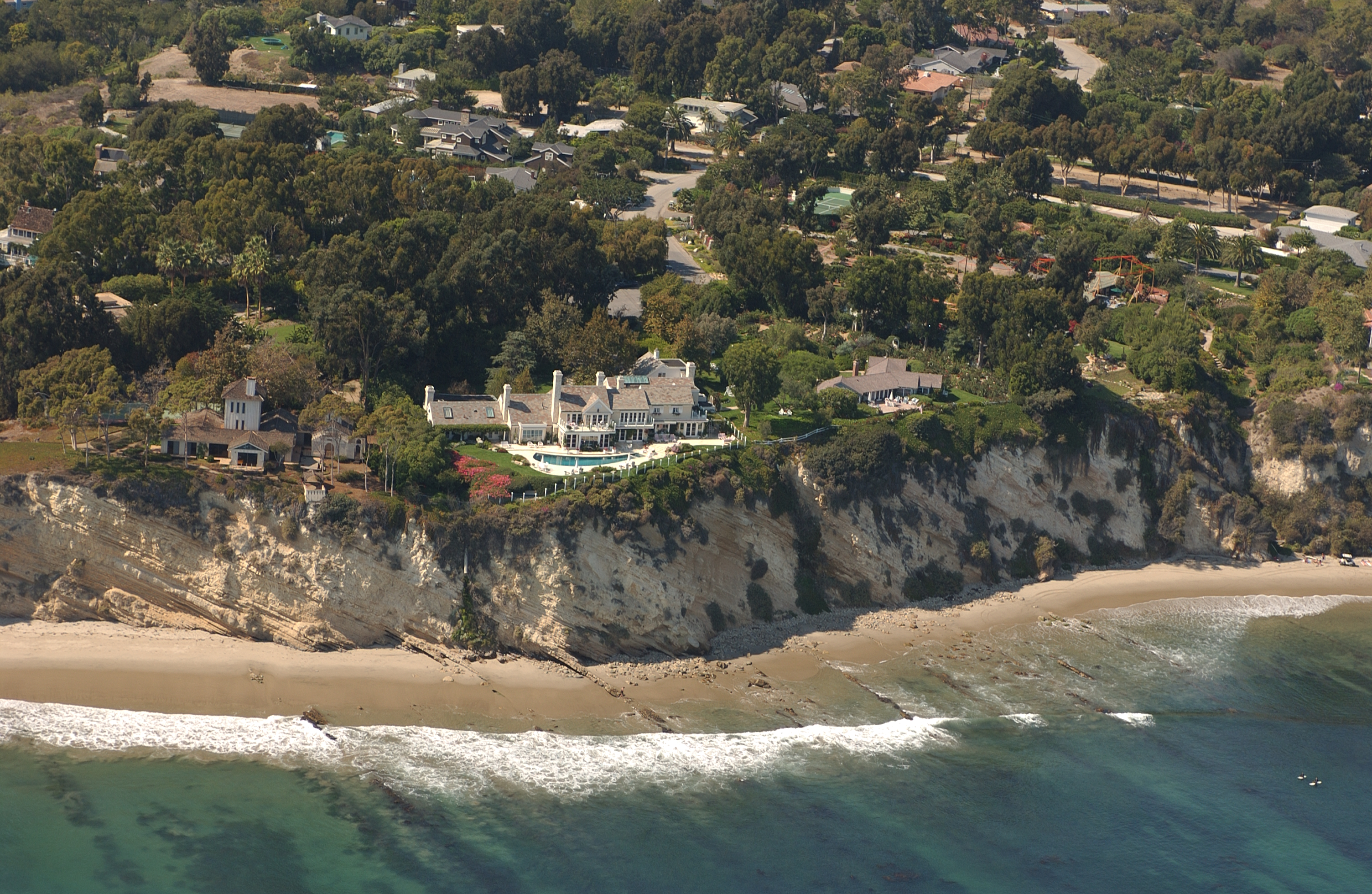
Dům Streisandové, jehož fotografie vedla k pojmenování fenoménu

Efekt Streisandové (též efekt Barbry Streisandové) je sociální fenomén, při němž pokus o skrytí či odebrání nějaké informace vede naopak k jejímu mnohem většímu rozšíření, obvykle pomocí internetu.

## Název
Fenomén je pojmenován po události z roku 2003, kdy se americká herečka Barbra Streisandová pokusila dosáhnout odstranění fotografie své residence z veřejně přístupné databáze. Tím se naopak zvýšil zájem veřejnosti. Název vytvořil Mike Masnick, zakladatel blogu Techdirt, poté co Streisandová neúspěšně žalovala fotografa Kennetha Adelmana a server Pictopia.com z porušení soukromí.
Cílem žaloby na 50 milionů USD bylo odstranění leteckého snímku jejího sídla v Malibu z veřejně přístupné databáze. Kolekce zahrnovala celkem 12 tisíc fotografií kalifornského pobřeží, které Adelman nafotografoval pro zdokumentování eroze břehů v rámci státem zadaného projektu California Coastal Records Project. „Snímek 3850“ byl přitom do té doby z Adelmanových stránek stažen jen čtyřikrát, nepočítaje v to dvě stáhnutí právníky Streisandové. Výsledkem tohoto případu tak bylo, že se fotografie naopak stala mnohem známější: během dalšího měsíce navštívilo stránku přes 420 tisíc lidí.

## Příklady
Mezi další příklady efektu Streisandové patří:
- V prosinci 2010 se stránky WikiLeaks staly cílem DoS útoku, poté co tato společnost předala přepisy amerických kabelogramů médiím. Lidé sympatizující s Wikileaks následně stránky společnosti zrcadlili na mnoha místech internetu, aby přepisy zůstaly dostupné.[5]
- V únoru 2012 se Beyoncé snažila odebrat z internetu fotografii své osoby na koncertu při konání SuperBowl.[6]
- V červnu 2012 zakázal úřad skotské správní oblasti Argyll a Bute devítileté školačce aktualizovat její blog NeverSeconds. Na něm žačka tamější základní školy komentovala obědy ze školní jídelny. Blog, který už v té době byl poměrně populární, navštívilo v krátké době velké množství lidí. Po několika dnech, kdy o případu informovala světová média, úřad své rozhodnutí přehodnotil a zákaz zrušil. I poté však byl blog mnohem populárnější než před tímto incidentem.[7]
- V dubnu 2013 se francouzská tajná služba Direction centrale du renseignement intérieur (CDRI) pokusila prosadit smazání hesla o vojenské radiostanici v Pierre-sur-Haute z francouzské Wikipedie, neboť údajně představovalo hrozbu pro národní bezpečnost. Nadace Wikimedia to odmítla učinit, dokud neobdrží podrobnější vysvětlení jeho závadnosti. CDRI si tedy pozvala do úřadu jednoho z dobrovolných správců, který jinak s heslem neměl nic společného, a tam ho výhrůžkami, že na něj bude uvalena vazba a bude dále stíhán, přiměla heslo smazat.[8] Jiný správce, tentokrát občan Švýcarska, však heslo opět obnovil.[9] Důsledkem bylo, že do té doby téměř nepovšimnuté heslo se během následujícího víkendu stalo nejpopulárnějším heslem francouzské Wikipedie, když zaznamenalo asi 120 tisíc návštěv,[8] a současně bylo přeloženo i do mnoha dalších jazyků.[10]
- V únoru 2014 nechal brněnský magistrát odstranit z Facebooku stránku Žít Brno, která se zabývala psaním satiry na chování magistrátu.[11] Stránka měla v době smazání přes 17 000 fanoušků. Ještě téhož dne založili autoři původní stránky novou stránku s názvem Žít Brno RIP, která během dvou dnů získala 12 000 fanoušků[12] a o několik dní později překonala počtem fanoušků původní stránku. Na základě této události se iniciativa Žít Brno nechala zaregistrovat jako politické hnutí[13] a to takto zpopularizované následně kandidovalo v komunálních volbách 2014, kde vyhrálo v městské části Brno-střed se ziskem 9 mandátů.[14] V celkovém pořadí voleb do zastupitelstva města Brna se pak umístilo na třetím místě se ziskem 7 mandátů.[15]
- V červenci 2016 soud uložil pokutu osm tisíc korun aktivistovi s pseudonymem Tomáš Zelený za urážku policie. Označil bývalého šéfa ÚOOZ Roberta Šlachtu za 'ušatého traktoristu' a zesměšňoval policisty nyní už zaniklého Útvaru pro odhalování organizovaného zločinu. Událost by se nedostala do širšího povědomí, kdyby nebylo pokuty a vyjádření samotného Šlachty, který prohlásil: „Za prvé jsem nikdy nejezdil s traktorem, ale s kombajnem, a za druhé se tak nejenom o mně, ale o celém útvaru, vyjadřoval člověk, kterého jsme vyšetřovali.“ Na sociálních sítích začaly okamžitě vznikat vtipy a vtipné koláže na téma Šlachta, traktor a kombajn.[16]
- Tohoto principu si byli vědomi už autoři starověku. Římský historik Cornelius Tacitus píše ve svých Letopisech: „Vždyť čeho si nevšímáš, pomine; zlobíš-li se, zdá se, že to uznáváš za pravdu.“[17]